# Tamariz de Campos
Tamariz de Campos è un comune spagnolo di 102 abitanti situato nella comunità autonoma di Castiglia e León.